# Эффект Вертера

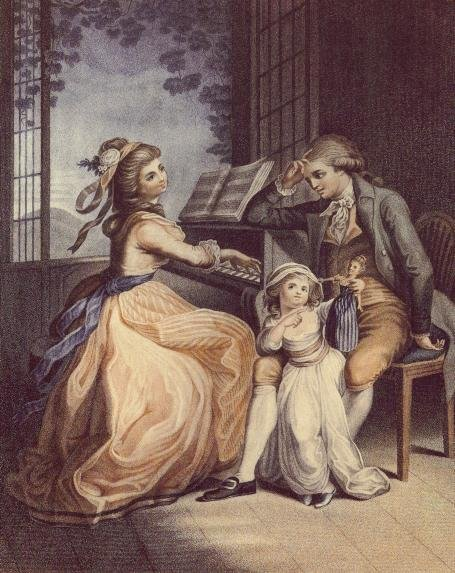
Илл. к роману Гёте «Страдания юного Вертера»

Эффе́кт Ве́ртера; синдро́м Ве́ртера — массовая волна подражающих самоубийств, которые совершаются после самоубийства, широко освещённого телевидением или другими СМИ, либо описанного в популярном произведении литературы или кинематографа. Выявлен в 1974—1975 годах американским социологом Дэвидом Филлипсом из Калифорнийского университета в Сан-Диего, который исследовал волну подражающих самоубийств, прокатившуюся по всей Европе в конце XVIII века и спровоцированную популярным для своего времени романом Гёте «Страдания юного Вертера» (отсюда и произошло название феномена).
Также Дэвид Филлипс и Линди Карстенсен (1986) изучали существование такой взаимосвязи на протяжении 7 лет (1973—1979), взяв данные о 12 585 самоубийствах подростков и проследив их связь с телерепортажами о самоубийстве в новостях и статьями первых полос газет. Они обнаружили, что число самоубийств значительно возрастало по прошествии 0—7 дней после такой истории в новостях. Это увеличение коррелировало (r = 0,52) с количеством программ, передававших репортаж. Такая корреляция имела значение только для подростков, а не для самоубийств взрослых людей, и была гораздо сильнее для девочек, чем для мальчиков.
Наконец, изучив статистические данные о самоубийствах в Соединенных Штатах Америки с 1947 по 1968 год, Филлипс обнаружил, что в течение двух месяцев после каждой громкой публикации о самоубийстве, в среднем суициды совершало на 58 человек больше, чем обычно.
Филлипс отметил сходство между ситуацией первого ставшего знаменитым самоубийцы и ситуациями тех, кто покончил с собой вслед за ним (если самоубийца был в возрасте — возрастали самоубийства среди пожилых людей; если принадлежал к определённому социальному кругу или профессии — то учащались самоубийства в этих сферах), а также сходство между первым и последующими способами сведения счётов с жизнью. Реакция имитации суицида свойственна и неуверенным в себе, привыкшим во многом брать пример с других людей, особенно если их жизненная ситуация напоминает жизненную ситуацию человека, наложившего на себя руки. Отчаявшись, не видя иного решения своей проблемы, они нередко воспринимают известие о чьём-то самоубийстве как своеобразную подсказку и принимаются копировать действия тех, кто во многом на них похож.
В первой половине 1980-х годов в Германии, во время и после показа телесериала «Смерть студента», где в начале каждой серии демонстрировался акт суицида студента под колесами поезда, было отмечено увеличение случаев самоубийств на 175 % среди молодежи 15-19 лет именно тем образом, который и был показан в сериале — под колесами поезда. 
Этот эффект резкого увеличения количества суицидов повторился год спустя, когда сериал вновь демонстрировали по ТВ.
В Австрии, где в 80-е годы XX века чрезвычайно выросло количество самоубийств в метро, в 1987 году Венский Центр Кризисной помощи совместно с сотрудниками Венского метрополитена пошли на своеобразный эксперимент: решили больше не освещать факты «смерти на рельсах» или, по крайней мере, не «раздувать» из них сенсации, уделяя данным происшествиям минимум внимания. Уже через месяц количество самоубийств в метро снизилось почти в 3 раза. С тех пор в австрийской прессе действует запрет на освещение подобных трагических событий.
Волну самоубийств, прокатившуюся после смерти Мэрилин Монро, Дэвид Филлипс также приписал действию эффекта Вертера.
В 2014 году в России после широко обсуждаемого в СМИ двойного самоубийства девочек в Бурятии, началась «эпидемия» детских самоубийств. В июле 2015 года Глава СК России Александр Бастрыкин обвинил часть пользователей в социальных сетях в том, что негативное общение в Интернете повлияло на рост числа детских самоубийств: за пять месяцев 2015 года число детских суицидов возросло на 28 процентов, было зафиксировано более 270 случаев.